# Günter Pumm
Günter Pumm (* 2. August 1944 in Jägerndorf) ist ein Lehrer, Dozent und promovierter Politikwissenschaftler. Er war von 1974 bis 1978 Abgeordneter der Hamburger Bürgerschaft.

## Leben und Beruf
Günter Pumm legte sein Abitur an einem humanistischen Gymnasium ab und studierte, von der Studienstiftung des deutschen Volkes finanziert, zunächst Germanistik, dann Politikwissenschaft, Geschichte (bei Fritz Fischer und Otto Brunner) und Staatsrecht. Er promovierte über Kandidatenaufstellung und innerparteiliche Demokratie in der Hamburger SPD bei Winfried Steffani. Seit 1977 arbeitete er als Gymnasiallehrer und von 1985 bis 1997 auch als Dozent für Geschichte und Politik in der Lehrerfortbildung. Er war Lehrbeauftragter an Universität und Fachhochschule und publizierte zur Politik- und Geschichtsdidaktik sowie Politikwissenschaft.

## Bildungspolitik
Bereits als Student war Günter Pumm hochschulpolitisch engagiert als Fachschaftssprecher und in der Bildungswerbung des AStA der Universität Hamburg.
In der hamburgischen Bürgerschaft war er Mitglied im Hochschulausschuss und Haushaltsausschuss sowie stellvertretender schulpolitischer Sprecher.
Von 1971 bis 1974 und von 1991 bis 2001 war Pumm Deputierter in der Hamburger Wissenschaftsbehörde, von 1978 bis 1982 war er Deputierter der Behörde für Inneres.
Dem Kuratorium der Forschungsstelle für Zeitgeschichte in Hamburg gehörte Günter Pumm von 1992 bis 2001, dem Vorstand der Sektion Politische Wissenschaft und Politische Bildung der DVPW von 1990 bis 2001 an.
Pumm war im Vorstand der Arbeitsgemeinschaft für Bildungsfragen der Hamburger SPD von 1988 bis 2001, davon Vorsitzender 1999–2001.
In der bildungspolitischen Arbeit waren zentrale Ziele die Priorität Bildung, Chancengleichheit, Mitbestimmung in Schule und Hochschule, Verbesserung der Lehre und Leistungsfähigkeit der Hochschulen.

## Parteireform in der SPD-Hamburg
In den siebziger Jahren leistete er in Parteireformkommissionen und in seiner Funktion als Ortsvereinsvorsitzender der SPD in Flottbek (1970–76) einen Beitrag zur Parteireform und innerparteilichen Demokratie in der Hamburger SPD, insbesondere für die Kandidatenaufstellung und das Senatorenwahlverfahren. Pumm fungierte außerdem als Ortsvereinsvorsitzender in Osdorf (1976–1980) und war mehrere Jahre Vorstandsmitglied des Ortsvereins in Neugraben.

## Veröffentlichungen
Neben der Dissertation veröffentlichte er zahlreiche politikwissenschaftliche sowie politik- und geschichtsdidaktische Publikationen, darunter:
- Zwischenbericht / Hamburger Gesprächskreis Parlament und Öffentlichkeit, Hamburger Gesprächskreis Parlament und Öffentlichkeit, 1997
- Planspiel "Kuba-Krise" : Die Welt vor dem nuklearen Krieg, Hamburg 1997. Behörde für Schule, Jugend und Berufsbildung.
- Kandidatenauswahl und innerparteiliche Demokratie in der Hamburger SPD : e. empir. Unters. d. Kandidatennominierungen für d. Bundestagswahl 1969, d. Bürgerschaftswahl 1970, d. Senat u.d. Deputationen, Frankfurt am Main, Bern, Las Vegas: Lang, 1977, ISBN 3-261-02366-X
- "Kandidatenauswahl und innerparteiliche Demokratie in der Hamburger SPD.2.Aufl., Norderstedt 2013.BoD-Books on Demand, ISBN 978-3-7322-2160-8.
- Die Welser in Venezuela 1528 bis 1546- süddeutsche Konquistadoren zur Zeit der spanischen Eroberungen, Hamburg 1992 (Unterrichtsmaterialien des Kolumbus-Projekts (Amt für Schule), Heft 3)